# Supercopa de España

Trofej pro vítěze

Supercopa de España (česky španělský Superpohár) je španělská fotbalová soutěž, která se koná od roku 1982. Do roku 2018 o něj usilovaly jenom 2 týmy. Dnešní formát zahrnuje 4 týmy. Jsou jimi vítězové La Ligy a Copa del Rey a týmy z obou soutěží, jež se umístily na 2. místech.

## Systém soutěže
Souboj o španělský Superpohár se odehrává vždy před začátkem ligové sezony (na konci srpna) ve Španělsku. Hraje se na dvě utkání systémem "doma-venku". Platí zde pohárová pravidla, což znamená například to, že při stejném součtu gólů vyhrává tým, jenž vstřelil více gólů na hřišti soupeře.
V případě, že se některému z týmů podaří vyhrát obě soutěže (Primera División i Copa del Rey) a získá tím takzvaný double, nastupuje jako jeho soupeř v dvojutkání o Superpohár finalista Copa del Rey, nikoli druhý tým ligy. Toto se v historii soutěže stalo třikrát, přičemž paradoxně ve dvou případech držitel double prohrál. Starý systém umožňoval držiteli "double" získal automaticky i Superpohár, jak tomu bylo v letech 1984 a 1989.

## Zajímavá historická fakta
- Soutěž se hrála již před rokem 1982. Vítězové Primera División a Copa del Rey soutěžili o Copa de Campeones v roce 1940, Copa de Oro Argentina v roce 1945 a v letech 1947 až 1953 o Copa Eva Duarte. Poté se soutěž až do zmiňovaného roku 1982 odmlčela.
- V letech 1986 a 1987 nenastoupil vítěz La ligy Real Madrid s vítězi poháru - Real Zaragoza a Real Sociedad.
- Nejčastějšími soupeři v tomto duelu jsou týmy Real Madrid a FC Barcelona, kteří se včetně roku 2017 potkali již 7×.

## Přehled zápasů

### Formát dvou týmů
| Ročník | Rok  | Vítěz poháru                | Výsledek           | Poražený finalista |
| ------ | ---- | --------------------------- | ------------------ | ------------------ |
| 1      | 1982 | Real Sociedad (1 vítězství) | 0:1 a 4:0 (prodl.) | Real Madrid        |
| 2      | 1983 | Barcelona (1)               | 3:1 a 1:1          | Athletic Bilbao    |
| 3      | 1984 | Athletic Bilbao (1)         | Vítěz obou soutěží |                    |
| 4      | 1985 | Atlético Madrid (1)         | 3:1 a 0:1          | Barcelona          |
| 5      | 1988 | Real Madrid (2)             | 2:0 a 1:2          | Barcelona          |
| 6      | 1989 | Real Madrid (3)             | Vítěz obou soutěží |                    |
| 7      | 1990 | Real Madrid (4)             | 1:0 a 4:1          | Barcelona          |
| 8      | 1991 | Barcelona (2)               | 1:0 a 1:1          | Atlético Madrid    |
| 9      | 1992 | Barcelona (3)               | 3:1 a 2:1          | Atlético Madrid    |
| 10     | 1993 | Real Madrid (5)             | 3:1 a 1:1          | Barcelona          |
| 11     | 1994 | Barcelona (4)               | 2:0 a 4:5          | Real Zaragoza      |
| 12     | 1995 | Deportivo de La Coruña (1)  | 3:0 a 2:1          | Real Madrid        |
| 13     | 1996 | Barcelona (5)               | 5:2 a 1:3          | Atlético Madrid    |
| 14     | 1997 | Real Madrid (6)             | 1:2 a 4:1          | Barcelona          |
| 15     | 1998 | Mallorca (1)                | 2:1 a 1:0          | Barcelona          |
| 16     | 1999 | Valencia (1)                | 1:0 a 3:3          | Barcelona          |
| 17     | 2000 | Deportivo de La Coruña (2)  | 0:0 a 2:0          | Espanyol           |
| 18     | 2001 | Real Madrid (7)             | 1:1 a 3:0          | Real Zaragoza      |
| 19     | 2002 | Deportivo de La Coruña (3)  | 3:0 a 1:0          | Valencia           |
| 20     | 2003 | Real Madrid (8)             | 1:2 a 3:0          | Mallorca           |
| 20     | 2004 | Real Zaragoza (1)           | 0:1 a 3:1          | Valencia           |
| 21     | 2005 | Barcelona (6)               | 3:0 a 1:2          | Real Betis         |
| 22     | 2006 | Barcelona (7)               | 1:0 a 3:0          | Espanyol           |
| 23     | 2007 | Sevilla (1)                 | 1:0 a 5:3          | Real Madrid        |
| 24     | 2008 | Real Madrid (9)             | 2:3 a 4:2          | Valencia           |
| 25     | 2009 | Barcelona (8)               | 2:1 a 3:0          | Athletic Bilbao    |
| 26     | 2010 | Barcelona (9)               | 1:3 a 4:0          | Sevilla            |
| 27     | 2011 | Barcelona (10)              | 2:2 a 3:2          | Real Madrid        |
| 28     | 2012 | Real Madrid (10)            | 2:3 a 2:1          | Barcelona          |
| 29     | 2013 | Barcelona (11)              | 1:1 a 0:0          | Atlético Madrid    |
| 30     | 2014 | Atlético Madrid (2)         | 1:1 a 1:0          | Real Madrid        |
| 31     | 2015 | Athletic Bilbao (2)         | 4:0 a 1:1          | Barcelona          |
| 31     | 2016 | Barcelona (12)              | 2:0 a 3:0          | Sevilla            |
| 32     | 2017 | Real Madrid (11)            | 3:1 a 2:0          | Barcelona          |
| 33     | 2018 | Barcelona (13)              | 2:1                | Sevilla            |

### Formát čtyř týmů
| Ročník | Rok  | Vítěz poháru        | Výsledek       | Poražený finalista | Stadión                                           | Počet diváků | Semifinalisté             |
| ------ | ---- | ------------------- | -------------- | ------------------ | ------------------------------------------------- | ------------ | ------------------------- |
| 34     | 2020 | Real Madrid (12)    | 0:0 (4:1 pen.) | Atlético Madrid    | Sportovní městský stadion krále Abdulláha, Džidda | 59 053       | Valencia Barcelona        |
| 35     | 2021 | Athletic Bilbao (3) | 3:2 (Prodl.)   | Barcelona          | Estadio La Cartuja, Sevilla                       | 0            | Real Sociedad Real Madrid |
| 36     | 2022 | Real Madrid (13)    | 2:0            | Athletic Bilbao    | Stadion krále Fahda, Rijád                        | 30 000       | Barcelona Atlético Madrid |
| 37     | 2023 | Barcelona (14)      | 3:1            | Real Madrid        | Stadion krále Fahda, Rijád                        | 57 340       | Valencia Real Betis       |
| 38     | 2024 | Real Madrid (14)    | 4:1            | Barcelona          | Stadion krále Fahda, Rijád                        | 23 977       | Atlético Madrid Osasuna   |
| 39     | 2025 | Barcelona (15)      | 5:2            | Real Madrid        | Sportovní městský stadion krále Abdulláha, Džidda | 60 000       | Athletic Bilbao Mallorca  |

## Úspěšnost podle klubů
| Klub                   | Vítěz | Finalista | Vítězné roky                                                                             |
| ---------------------- | ----- | --------- | ---------------------------------------------------------------------------------------- |
| Barcelona              | 15    | 12        | 1983, 1991, 1992, 1994, 1996, 2005, 2006, 2009, 2010, 2011, 2013, 2016, 2018, 2023, 2025 |
| Real Madrid            | 13    | 7         | 1988, 1989, 1990, 1993, 1997, 2001, 2003, 2008, 2012, 2017, 2020, 2022, 2024             |
| Athletic Bilbao        | 3     | 3         | 1984, 2015, 2021                                                                         |
| Deportivo de La Coruña | 3     | 0         | 1995, 2000, 2002                                                                         |
| Atlético Madrid        | 2     | 5         | 1985, 2014                                                                               |
| Valencia               | 1     | 3         | 1999                                                                                     |
| Sevilla                | 1     | 3         | 2007                                                                                     |
| Real Zaragoza          | 1     | 2         | 2004                                                                                     |
| Mallorca               | 1     | 1         | 1998                                                                                     |
| Real Sociedad          | 1     | 0         | 1982                                                                                     |